# Trypeticus longicollis
Trypeticus longicollis är en skalbaggsart som beskrevs av Heller 1915. Trypeticus longicollis ingår i släktet Trypeticus och familjen stumpbaggar. Inga underarter finns listade i Catalogue of Life.